# Olsen Crags
Olsen Crags är en kulle i Antarktis. Den ligger i den centrala delen av kontinenten. Nya Zeeland gör anspråk på området. Toppen på Olsen Crags är 2 347 meter över havet.
Terrängen runt Olsen Crags är kuperad åt sydost, men åt nordväst är den platt. Trakten är obefolkad. Det finns inga samhällen i närheten.